# Língua turu
Turu ou Nyaturu, Kinyaturu, às vezes também conhecida como Rimi ou Kirimi, é uma língua banta falada pelos Wanyaturu ou Arimi da região de Singida, na Tanzânia. Excluindo-se os prefixos Ke- e Ki- do banta, a língua ainda aparece referenciada como Limi e Remi. Tal língua inclui dialetos das três tribos Turu: Girwana dos Airwana (Wilwana) a norte, Giahi dos Vahi (Wahi) no sul e ocidente, e Ginyamunyinganyi dos Anyiŋanyi (Wanyinganyi) a oriente.